# Nigrotipula nigra
Nigrotipula nigra är en tvåvingeart som först beskrevs av Carl von Linné 1758.  Nigrotipula nigra ingår i släktet Nigrotipula och familjen storharkrankar. Arten är reproducerande i Sverige.

## Underarter
Arten delas in i följande underarter:
- N. n. nigra
- N. n. ligulifera

## Bildgalleri

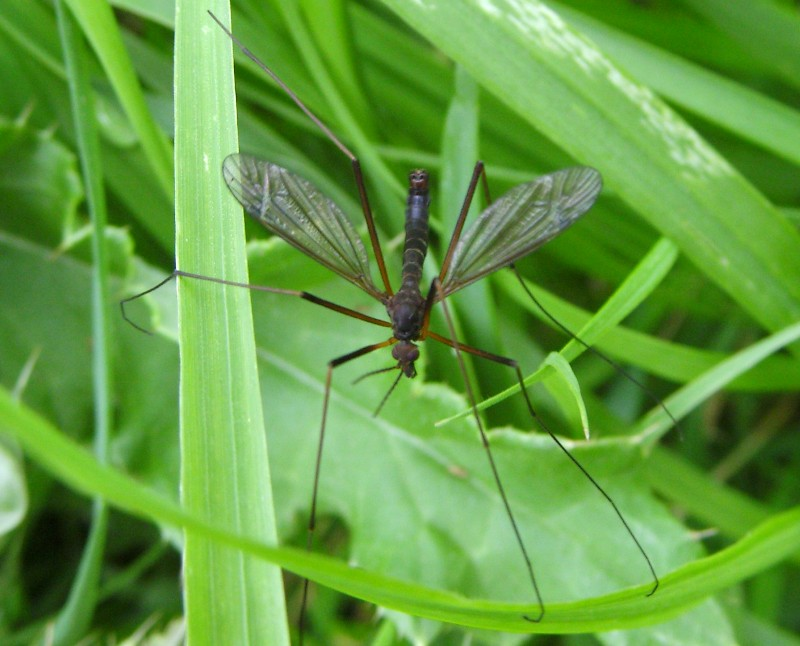
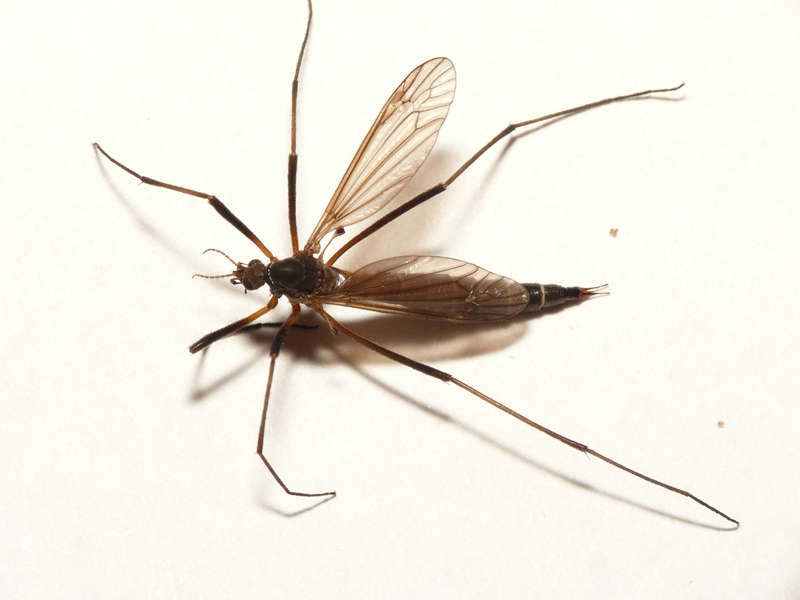